# Adelbert von Chamisso
Adelbert von Chamisso (Louis Charles Adélaïde de Chamissot; 30 de enero de 1781 - 21 de agosto de 1838) fue un zoólogo, botánico, escritor y poeta del romanticismo alemán, de origen francés. Sus obras, la mayoría en alemán, consisten en escritos de los más diversos géneros, botánica, lingüística, novela, poesía. También es conocido con el nombre de Adalbert, especialmente en ediciones antiguas. En francés es conocido como Adelbert von Chamisso de Boncourt, haciendo referencia a su lugar de origen.

## Biografía
Nacido en Francia, en el Chateau de Boncourt, en Ante, cerca de Châlons-en-Champagne, de vieja estirpe noble de la Champagne, con raíces que se remontan hasta el siglo XIV. En 1790, para escapar de la Revolución francesa, su padre Luis María, Conde de Chamisso y su esposa Ana María, de soltera Gargam, abandonaron Francia con sus siete hijos para trasladarse sucesivamente a Lieja, La Haya, Wurzburgo y luego a Berlín. Contribuyó con sus hermanos mayores al sustento familiar colroeando miniaturas y medallones.
En 1796, el joven Chamisso obtiene el puesto de paje de la reina Federica Luisa de Hesse-Darmstadt, gracias a la cual estudiará brevemente en el Collège Français de los hugonotes en Berlín. En 1798  ingresó en un regimiento de infantería prusiana, obteniendo, un puesto de cadete en el Regimiento de Gœtze, guarnecido en Berlín. Fue en esta época cuando adoptó el nombre más viril de Adelbert
Aunque su familia fue autorizada a volver a Francia, Chamisso prefirió permanecer en Alemania y continuar su carrera militar; como ha recibido poca educación, consagra todos sus esfuerzos a estudiar asiduamente. Con Karl August Varnhagen von Ense (1785-1858) funda en 1803 el Berliner Musenalmanach (“Almanaque de las musas de Berlín”), en el que aparecen sus primeros poemas, entrando así en el gran movimiento del Romanticismo alemán. La empresa se interrumpe por el estallido de la guerra en 1806, aunque le permitió darse a conocer como joven poeta en los círculos literarios.
Teniente en 1801, en 1805 acompaña a su regimiento a Hamelín y contempla la capitulación del ejército prusiano al año siguiente. Liberado bajo palabra, vuelve a Francia, pero sus padres han muerto y retorna a Berlín en el otoño de 1807. Abandona el ejército a comienzos de 1808. Vive en Berlín sin alojamiento ni empleo, desilusionado y sin ganas de vivir hasta 1810, cuando, gracias a la intervención de un viejo amigo de su familia, vuelve a Francia tras la paz de Tilsit y obtiene un puesto de profesor en el Liceo de La Roche sur Yon (entonces llamado Napoléon-Vendée).
Frecuenta el círculo de Madame de Staël y la sigue a su exilio en Coppet, Suiza. Allí se consagra a la botánica y permanece cerca de dos años. En 1812 vuelve a Berlín, donde continúa sus investigaciones científicas, realizando dilatadas excursiones botánicas por el Jura y los Alpes saboyanos.
Durante el verano del movido año de 1813, escribe su novela Peter Schlemihl, historia de un hombre que perdió su sombra y que viaja por el mundo para recobrarla, su obra más célebre y traducida a numerosas lenguas. Chamisso la escribió para distraerse y divertir a los niños de su amigo el editor Ferdinand Hitzig (1807-1875).
En casa de Hitzig leyó un artículo de prensa donde se anunciaba la inminente partida de una expedición rusa al Polo Norte en busca de un paso entre las islas de la zona ártica americana.Gracias a la ayuda de su amigo Hitzig, en 1815 Chamisso fue nombrado botánico del buque ruso Rurik, y con Otto von Kotzebue (hijo del dramaturgo August von Kotzebue), participó en un viaje científico alrededor del mundo, hasta 1818. Su diario de la expedición, Reise um die Welt in den Jahren 1815–1818, es un relato fascinante del viaje a través del Océano Pacífico y el Mar de Bering. Durante este viaje Chamisso describió un gran número de especies nuevas del Área de la Bahía de San Francisco, muchas de las cuales, incluyendo la Eschscholzia californica, fueran clasificadas después por su amigo Johann Friedrich von Eschscholtz, entomólogo del Rurik. Incluso estuvo en la Isla Sala y Gómez, en la que pernoctó varios días. La isla Chamisso, una pequeña isla localizada en el estado de Alaska, lleva su nombre en recuerdo de la visita realizada en 1816. 
En la mejor tradición de los viajeros ilustrados, Chamisso describe un mundo exótico de variopinta geografía y sorprendentes fauna y flora, pero a la vez deja claro su compromiso con la humanidad y, sobre todo, con el individuo: «Aprovecho ahora la ocasión para protestar airadamente contra la denominación de salvajes aplicada a los isleños de los mares del Sur... […]... que bajo este fascinante cielo sin ayer ni mañana viven para el presente y el placer.».
Chamisso desarrolló una importante obra en colaboración con Diederich Franz Leonhard von Schlechtendal y describió muchos de los más importantes árboles de México, de 1830 a 1831. 
Chamisso regresó a la poesía a sus 48 años. En 1829, en colaboración con Gustav Schwab (1792-1850) y luego, a partir de 1832, con Franz von Gaudy (1800-1840), resucitó el Deutsche Musenalmanach, en el que se publicarán sus poemas, que tuvieron un gran éxito en Alemania. Entre sus obras literarias destaca también su Antología (1831), poemas líricos de gran pureza idiomática.

## Obra
- La maravillosa historia de Peter Schlemihl, 1814.[2]Adelbert von Chamisso fumando sus pipas
- Adelberts Fabel, 1806.

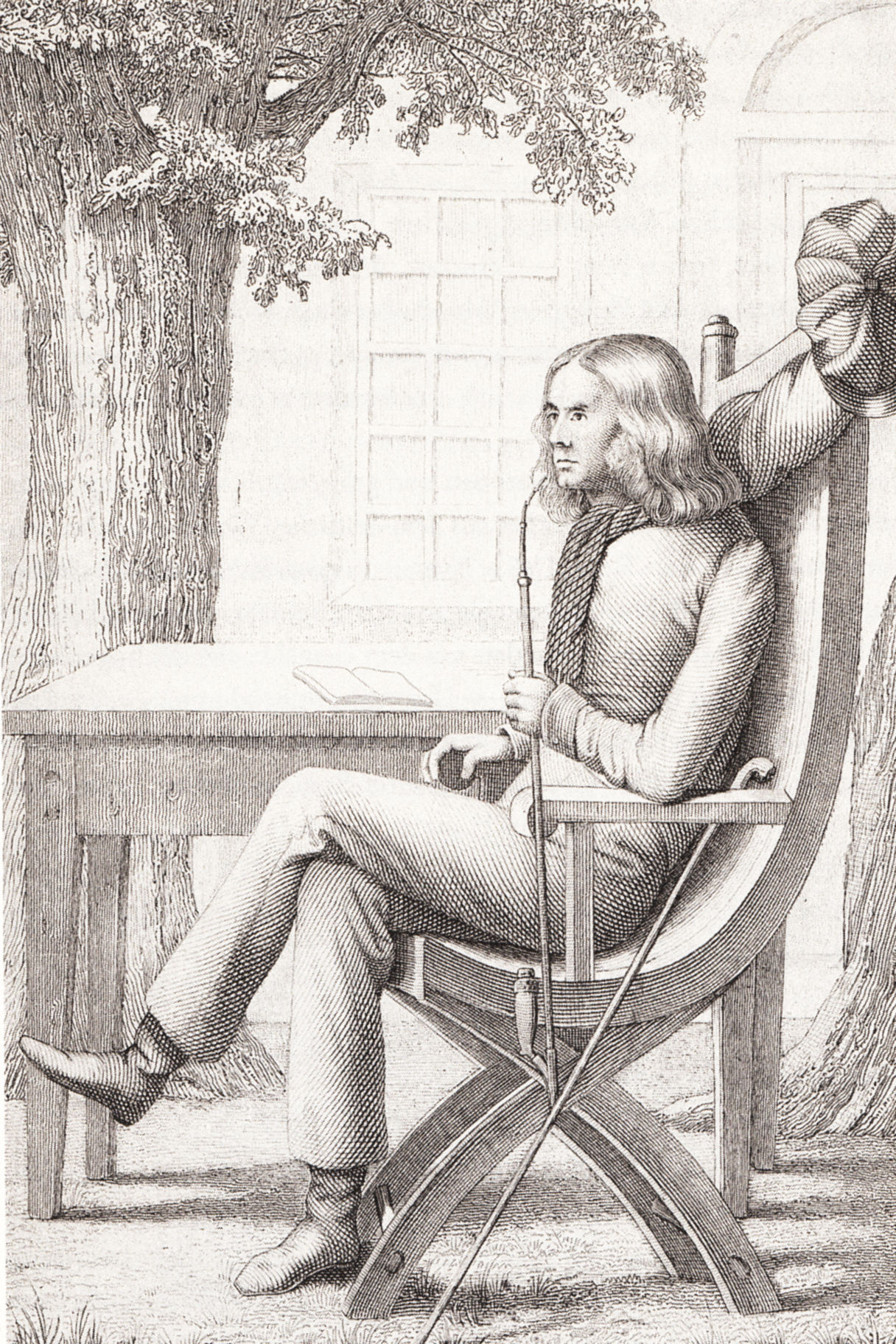
Adelbert von Chamisso fumando sus pipas

- Fortunati Glückseckel und Wunschhütlein, 1806.
- Der Rechte Barbier, 1806, de Johann Peter Hebel
- Peter Schlemihls wundersame Geschichte, 1814.
- Bemerkungen und Ansichten einer Entdeckungsreise, 182?.
- Untersuchung eines Torfmoores bei Greifswald und ein Blick auf die Insel Rügen. 1824.
- Ueber die Torfmoore bei Colberg, Gnageland und Swinemünde,1825.
- Die Sonne bringt es an den Tag, 1827, balada.
- Salas y Gomez, 1829, balada.
- Frauen-Liebe und Leben, 1830, ciclo de canciones.
- Lieder. En: Franz Kugler, Skizzenbuch, 1830.
- Das Riesenspielzeug, 1831.
- Gedichte, 1831.
- Die Weiber von Winsperg, 1831.
- Editor de: Der deutsche Musenalmanach, desde 1832 (con Gustav Schwab).
- Reise um die Welt in den Jahren 1815–1818, 1836.
- Über die Hawaiische Sprache, 1837.
- Antología, 1831.
- Bemerkungen und Ansichten, en una forma incompleta aparece en Von Kotzebue Entdeckungsreise (1821) y, mejor, en Chamisso Gesammelte Werke, 1836.
- Übersicht der nutzbarsten und schädlichsten Gewächse in Norddeutschland, 1829.

## Honores

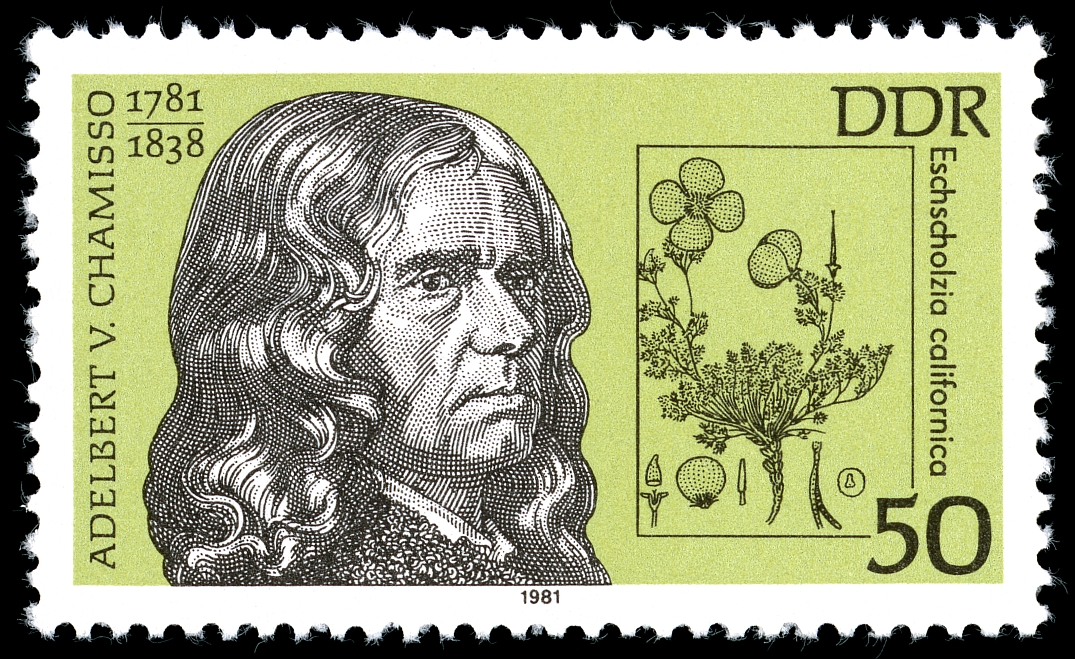

### Premio Adelbert von Chamisso
Creado en 1985 por la fundación Robert Bosch, se concede anualmente a autores que, sin ser su lengua materna, escriban y publiquen en alemán. Entre los premiados se encuentran el húngaro György Dalos o la turca Emine Sevgi Özdamar.

### Eponimia
Género
- (Amaranthaceae) Chamissoa Kunth[3]

Especies
- (Blechnaceae) Woodwardia chamissoi Brack.[4]

- (Cyperaceae) Cyperus chamissoi Schrad. ex Nees[5]

- (Melastomataceae) Tibouchina chamissoana Cogn.[6]

- (Myrtaceae) Gomidesia chamissoana O.Berg[7]

- (Rubiaceae) Psychotria chamissoana Standl.[8]

- (Saxifragaceae) Saxifraga chamissoi Sternb.[9]

- La abreviatura «Cham.» se emplea para indicar a Adelbert von Chamisso como autoridad en la descripción y clasificación científica de los vegetales.[10]

## Abreviatura (zoología)
La abreviatura Chamisso  se emplea para indicar a Adelbert von Chamisso como autoridad en la descripción y taxonomía en zoología.